# Biskupice Melsztyńskie
Biskupice Melsztyńskie (d. Biskupie Lanckorońskie) – wieś w Polsce położona w województwie małopolskim, w powiecie brzeskim, w gminie Czchów.
W roku 2021 we wsi mieszkało 767 osób,  z czego 50,1% mieszkańców stanowiły kobiety, a 49,9% mężczyźni.
Prywatna wieś szlachecka, własność kasztelanowej krakowskiej Anny z Sieniawskich Jordanowej, położona była w 1595 roku w powiecie sądeckim województwa krakowskiego.
W latach 1954–1961 wieś należała i była siedzibą władz gromady Biskupice Melsztyńskie, po jej zniesieniu w gromadzie Jurków. W latach 1975–1998 miejscowość administracyjnie należała do województwa tarnowskiego. Integralne części miejscowości: Dąbrowa, Równia, Zaogrodzie. Przez miejscowość przebiega droga wojewódzka nr 980. Miejscowość położona jest na Pogórzu Wiśnickim, na lewym brzegu Dunajca. Przez teren wsi przepływa potok Złocki Potok (Zelina Złocka).
W czasie okupacji niemieckiej mieszkająca we wsi rodzina Ogonków udzieliła pomocy Żydówce Gizeli Levy z d. Epstein. W 2010 roku Instytut Jad Waszem podjął decyzję o przyznaniu Janinie i Piotrowi Ogonek tytułu Sprawiedliwych wśród Narodów Świata.
W ostatnich latach w ramach projektu „Modernizacja drogi wojewódzkiej nr 980 Jurków – Biecz” Projekt współfinansowany przez Unię Europejską w ramach Małopolskiego Regionalnego Programu Operacyjnego na lata 2007–2013 dokonana została modernizacja głównej drogi biegnącej przez miejscowość.

## Zabytki
Obiekt wpisany do rejestru zabytków nieruchomych województwa małopolskiego.
- Zespół dworski: dwór, park.

## Opis miejscowości
W miejscowości działa Koło Gospodyń Wiejskich zrzeszonych do Stowarzyszenia „Na Śliwkowego Szlaku”.
W miejscowości działa OSP Biskupice Melsztyńskie.